# ニコラス・オヌトゥ
ニコラス・オヌトゥ（Nicolas Onuțu、1995年12月27日 - ）は、CSアノネーに所属するラグビーユニオン選手。

## プロフィール
- フランスギレラン＝グランジュ出身[1]。
- ポジションはウィング(WTB)。
- 身長 185cm、体重 86kg
- ルーマニア代表キャップは28（2025年2月現在）でラグビーワールドカップ2023のルーマニア代表に選ばれた[2]。

## 略歴
CSMブクレシュティを経て、2023年、CSアノネーに加入。